# Laurus azorica
Laurus azorica (Seub.) Franco é uma espécie de plantas com flor pertencente à família Lauraceae endémica do arquipélago dos Açores, onde ocorre em todas as ilhas. Até recentemente, todas as populações de loureiros macaronésicas eram incluídas nesta espécie. Actualmente é reconhecida como endémica dos Açores, pertencendo às populações da Madeira e Canárias a uma outra espécie, Laurus novocanariensis, também endémica da Macaronésia.

## Nomes comuns
Dá pelos seguintes nomes comuns: louro-da-terra e louro-bravo. 

## Descrição
Laurus azorica é uma espécie de árvores dioicas (mesofanerófito), muito ramificadas, que alcançam os 10-18 m de altura em condições favoráveis, mas que na maior parte dos casos assume carácter arbustivo. O tronco e ramos com ritidoma de verdoso a cinzento claro, com a copa com folhagem densa.
As folhas são pecioladas com filotaxia alterna, lanceoladas, coreáceas, de coloração verde intenso e brilhante, mais claras na face superior que no verso, onde por vezes assumem um tom ligeiramente acinzentado. 
O fruto é uma baga ovóide a globosa, com uma única semente, verde-escuro a negra ao maturar.

## Distribuição
L. azorica é uma espécie característica dos bosques de laurissilva dos Açores onde, na presente circunscrição taxonómica é considerada um endemismo. Está considerada em perigo de extinção devido a uma acentuada perda de habitat.

## Taxonomia
A espécie foi descrita como Persea azorica Seub., o basónimo da espécie. Existe alguma incerteza sobre a sinonímia da espécie e a sua circunscrição face à redefinição de Laurus nobilis e de Laurus novocanariensis.